# Casa de los Cabezas Negras (Tallin)
La Casa de los Cabecitas Negras (en estonio: Mustpeade maja), o Casa de la Hermandad de los Cabecitas Negras, en Tallin, capital de Estonia, es una antigua sede de la Hermandad de los Cabezas Negras.

## Historia

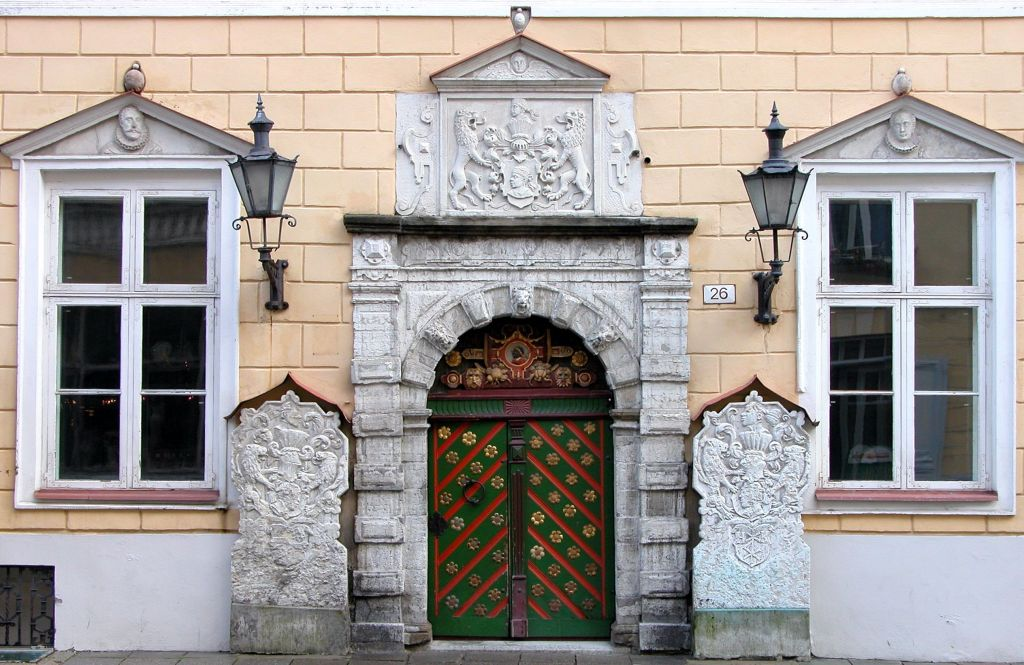
La puerta principal.

El gremio de la Hermandad de los Cabezas Negras de Tallin estuvo activo al menos desde alrededor de 1400. La Hermandad, cuyo patrón era San Mauricio, era una asociación de armadores y comerciantes nacionales y extranjeros. Los Cabezas Negra tenían presencia en Tartu (Dorpat), Riga y Tallin (Reval). Los gremios se disolvieron después de la ocupación soviética en 1940. La primera casa en Pikkgatan fue comprada por los hermanos Svarthuvud en 1517. Fue renovada en 1597 bajo la supervisión del arquitecto Arent Passer, cuando se reconstruyó la fachada en estilo renacentista holandés. Las puertas pintadas son de la década de 1640. La propiedad actualmente consta de tres edificios separados y tiene cuatro salas y varios salones más pequeños. El Salón Blanco fue construido entre 1531 y 1532 y renovado en un estilo más moderno entre 1909 y 1911. La casa con la gran Sala de San Olaf, en parte un interior de principios del siglo XV, fue adquirida por los hermanos Svarthuvud en 1919 y reconstruida entre 1919 y 1922.

Durante el siglo XVII, la casa de los Hermanos Blackhead se convirtió en un importante lugar de reunión para eventos sociales y culturales como conciertos, ballets y recepciones. Hoy en día los edificios también se utilizan como centro cultural.

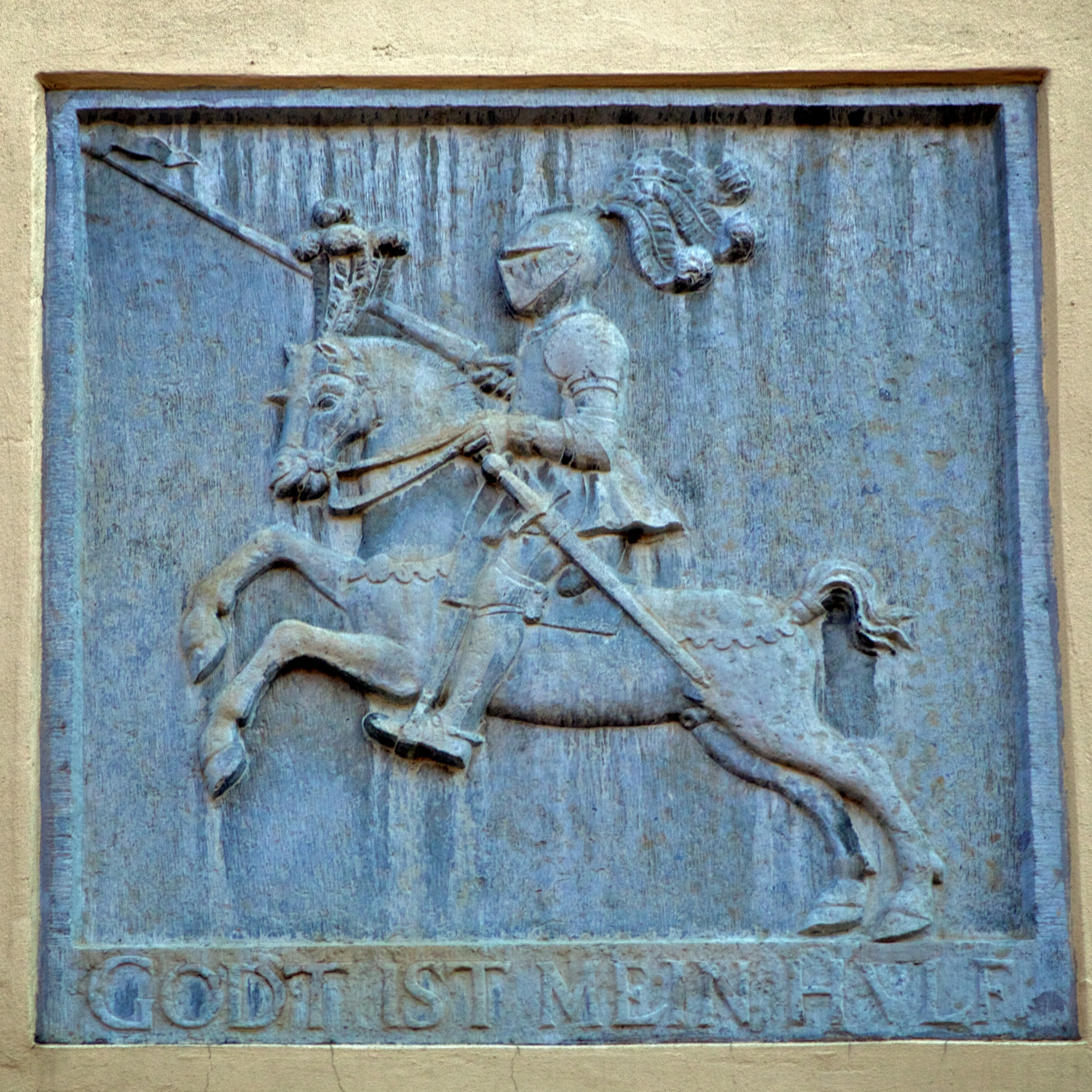
Relieve con la inscripción «Godt ist mein Hilf»
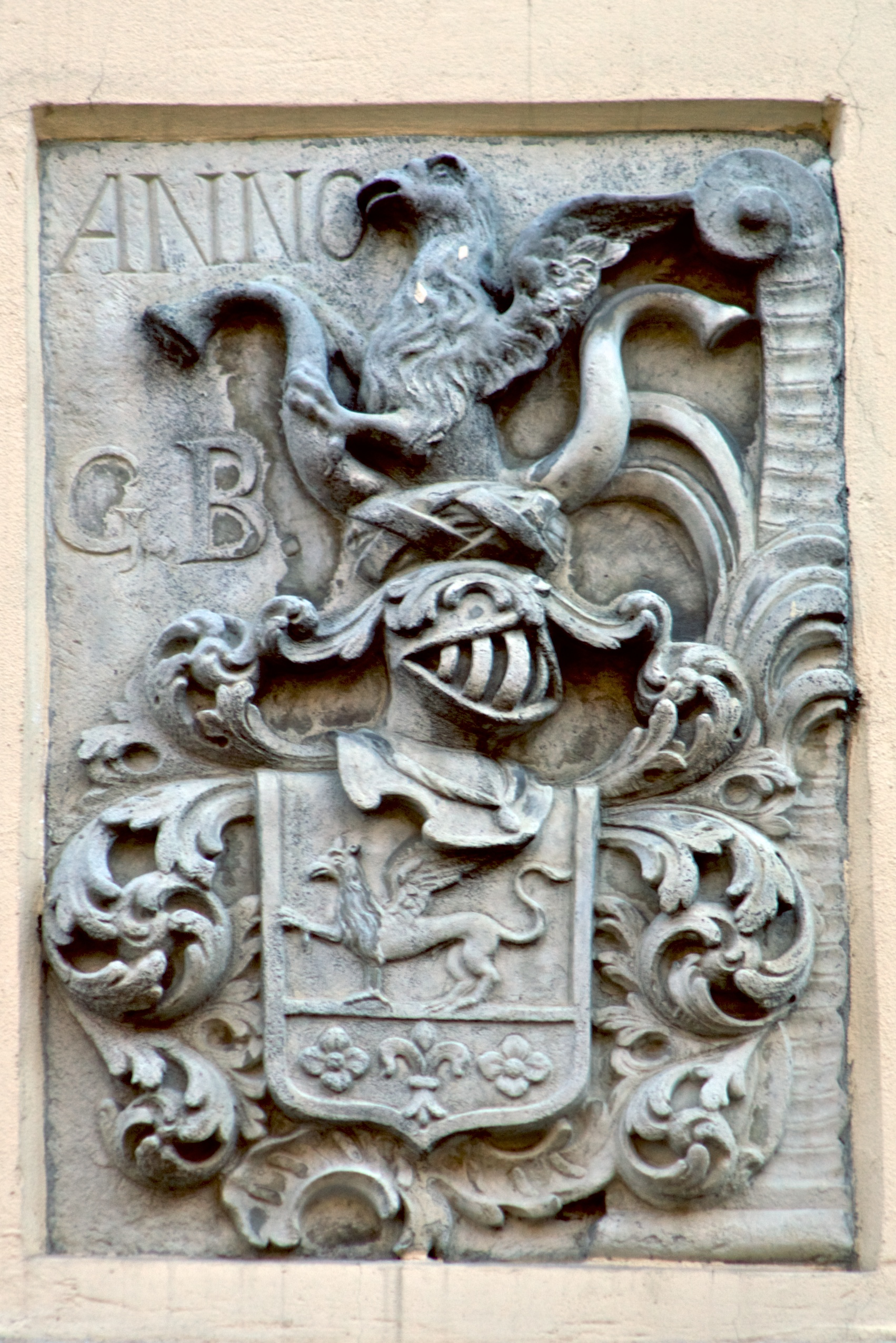
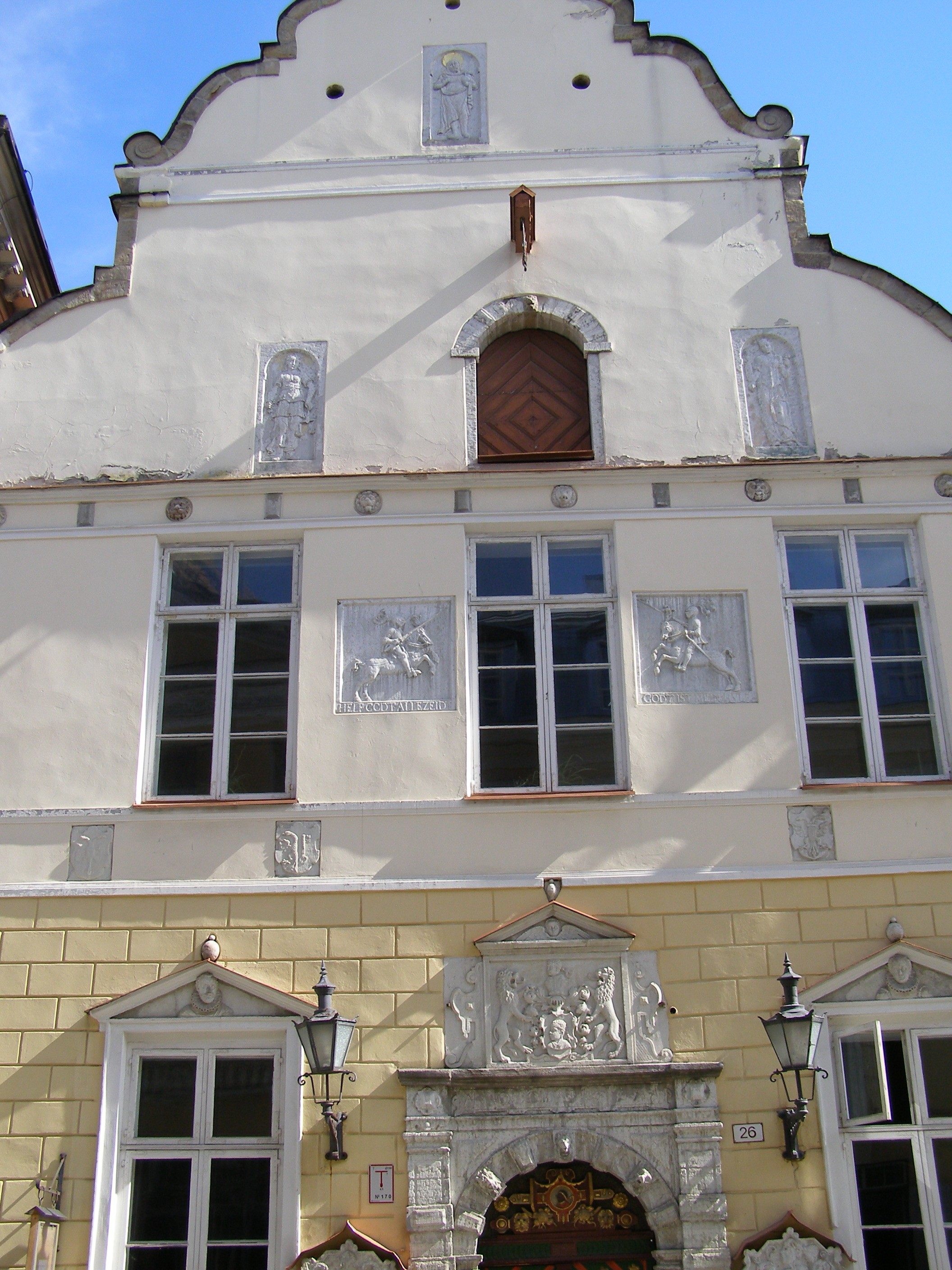
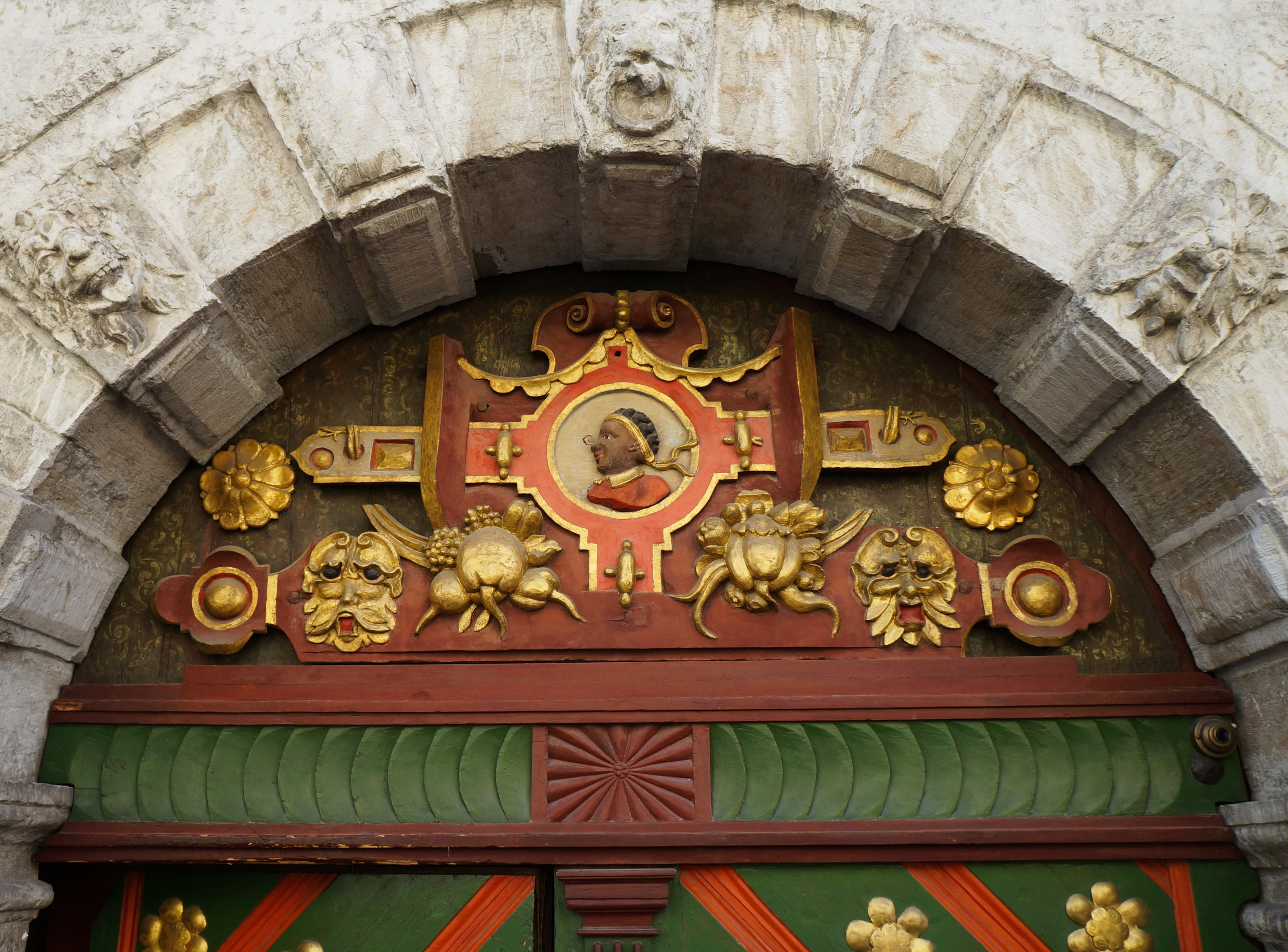
San Mauricio sobre la puerta principal